# Crysis 2
Crysis 2 este un joc video gen first-person shooter făcut de echipa germană Crytek și publicat de Electronic Arts. A fost lansat în martie 2011 pe platformele Microsoft Windows, PlayStation 3 și Xbox 360. Este continuarea jocului Crysis din 2007.
1. ↑  Steam
2. ↑  Humble Store
3. ↑  redump.org
4. ↑  Category:Post-apocalyptic - PCGamingWiki PCGW - bugs, fixes, crashes, mods, guides and improvements for every PC game (în engleză)